# Radivoje Tomić
Radivoje Tomić (en serbe cyrillique : Радивоје Томић), né en 1922 à Belgrade, est un architecte serbe membre de l'Académie d'architecture de Serbie.

## Biographie
Radivoje Tomić est sorti diplômé de la faculté d'architecture de l'université de Belgrade en 1948 puis il a travaillé à l'Institut d'urbanisme de Serbie jusqu'en 1955. En 1955, avec Jovanka Jeftanović et Mihajlo Mitrović, il a fondé la société Projektbiro, un cabinet d'urbanisme et d'architecture. Il y est resté jusqu'à sa retraite en 1982. Sa carrière professionnelle l'a amené à travailler sur des projets d'urbanisme à Kosovska Mitrovica, Bor et Smederevska Palanka. Il a ensuite diversifié son activité en travaillant à des projets incluant la conception de parcs et de mémorials. En tant qu'architecte et urbaniste, il a travaillé à Arilje, Svilajnac, Sijarinska Banja, Prokuplje, Zvornik, Despotovac, Lazarevac, Loznica et Slavonski Brod.

## Réalisations
Parmi les réalisations architecturales de Radivoje Tomić, on peut citer :
- 1953 : l'Institut du tabac (Duvanski institut), à Mostar ;
- 1966-1967 : un hôtel à Prokuplje ;
- 1968 : la Maison de la Fédération des ingénieurs et des techniciens de Yougoslavie (Dom Saveza inženjera i tehničara Jugoslavije), à Belgrade ;
- 1970-1973 : un immeuble résidentiel à Zvornik ;
- 1974-1976 : le bâtiment de la Cité judiciaire à Arilje ;
- 1977 : le restaurant Palisada, à Kragujevac ;
- 1976-1980 : un restaurant à Arilje ;
- 1977-1979 : un immeuble résidentiel à Lazarevac.

En tant qu'architecte-paysagiste, Radivoje Tomić a participé avec Mihajlo Mitrović à la conception du parc mémorial de Šumarice à Kragujevac.